# San Nicola di Bari
San Nicola di Bari, noto anche come san Nicola di Myra, san Nicolao, san Nicolò o san Niccolò (in greco Άγιος Νικόλαος?; Pàtara, 15 marzo 270 – Myra, 6 dicembre 343), è stato un vescovo romano, vescovo di Myra, venerato come santo dalla Chiesa cattolica, dalla Chiesa ortodossa e da diverse altre confessioni cristiane.
Le sue reliquie sono conservate, secondo la tradizione, nella basilica a lui dedicata a Bari e nella Chiesa di San Nicolò a Venezia. Viene considerato un santo miroblita.
La sua figura ha dato origine alla tradizione di San Nicolò, che passa nella notte tra il 5 e il 6 dicembre portando doni ai bambini. Tale tradizione spiega anche la sovrapposizione tra San Nicola e la figura moderna di Babbo Natale, il cui nome inglese Santa Claus deriverebbe da Sinterklaas o Sint-Nicolaas, cioè due nomi del santo stesso in olandese, probabilmente derivanti a loro volta dal latino San[ctus] Nicholaus. Anche San Nicola, non a caso, è tradizionalmente raffigurato con una lunga barba e una veste rossa, oltre ad essere egli stesso protettore dei bambini.

## Biografia
Nacque a Pàtara, una città greca della Licia, provincia dell'Impero Romano nell'odierna Turchia. Non si hanno dati storici sulla sua infanzia. Quelli che si leggono spesso nelle sue vite, come il nome dei genitori Epifanio e Nonna oppure il suo reggersi in piedi in preghiera già da neonato, si riferiscono alla vita di un monaco di nome Nicola vissuto tra il 270 e il 343 nella stessa regione e divenuto vescovo di Pinara.
In seguito Nicola lasciò la sua città natale e si trasferì in un'altra città della Licia, Myra (oggi Demre), dove venne ordinato sacerdote. Alla morte del vescovo metropolita di Myra, Nicola venne acclamato dal popolo come suo successore. Imprigionato ed esiliato nel 305 durante la persecuzione ad opera di Diocleziano, fu poi liberato da Costantino nel 313 e riprese l'attività apostolica fino alla morte.

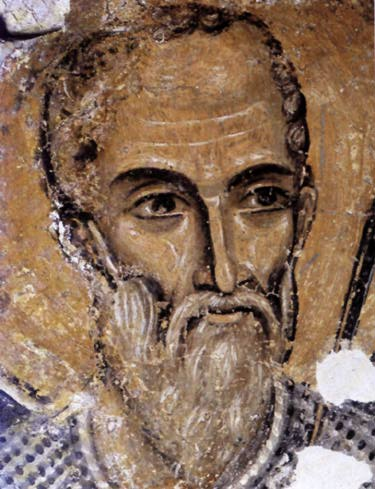
Affresco medievale raffigurante san Nicola nella Chiesa di Bojana, presso Sofia (Bulgaria).

Non è storicamente certo che sia stato uno dei 318 partecipanti al Concilio di Nicea del 325: secondo la tradizione, comunque, durante il concilio avrebbe condannato duramente l'Arianesimo difendendo l'ortodossia e in un momento d'impeto avrebbe preso a schiaffi Ario. Gli scritti di Andrea di Creta e Giovanni Damasceno confermerebbero la sua fede radicata nei principi dell'ortodossia cattolica. Durante una carestia a Myra, ottenne dall'Imperatore rifornimenti e una riduzione delle imposte. Morì a Myra il 6 dicembre del 343 e le sue reliquie fino al 1087 furono conservate nella cattedrale della città.
Quando Myra venne conquistata dai musulmani, le città di Venezia e Bari entrarono in competizione per impossessarsi delle reliquie del santo e portarle in Occidente. Sessantadue marinai di Bari organizzarono una spedizione marittima e riuscirono a sottrarre le ossa di San Nicola, che portarono nella loro città il 9 maggio 1087. Qui esse furono affidate temporaneamente a un monastero benedettino e successivamente trasferite nella cripta di una nuova chiesa dedicata al santo, la basilica di San Nicola, che all'epoca (1º ottobre 1089) non era ancora ultimata; fu papa Urbano II in persona a presiedere la solenne cerimonia. Da quel momento San Nicola fu conosciuto anche come San Nicola di Bari.
I marinai baresi avevano tuttavia tralasciato, volutamente o per errore, le ossa più piccole del santo che, recuperate in una successiva spedizione da marinai veneziani, il 30 maggio 1100, sono oggi custodite nella chiesa di San Nicolò al Lido, a Venezia.

## Culto e leggende

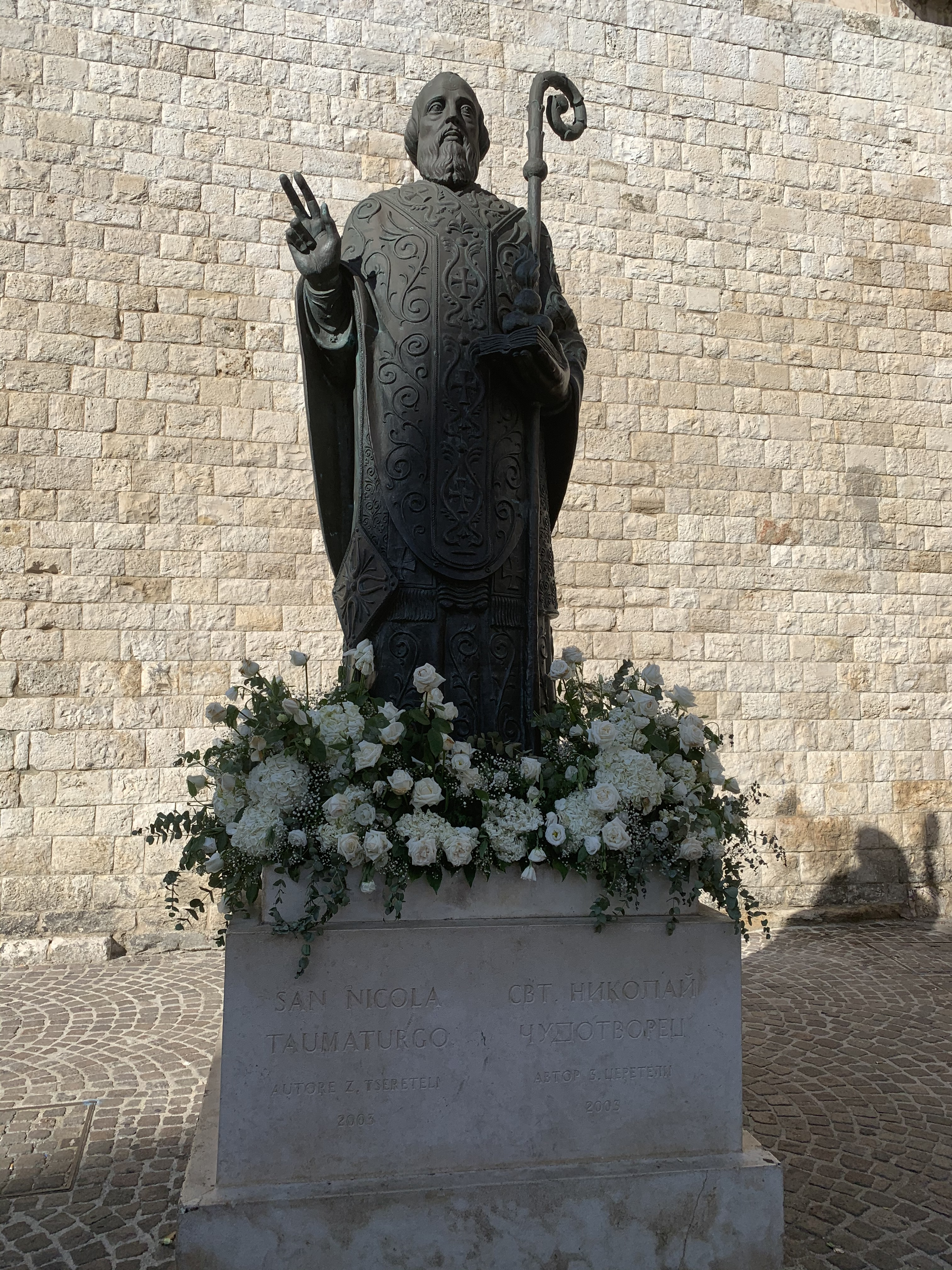
La statua di San Nicola a Bari

Il culto di San Nicola si diffuse dapprima in Asia Minore (nel VI secolo a Costantinopoli gli furono dedicate ventisei chiese) con pellegrinaggi alla sua tomba, posta fuori dell'abitato di Myra. Numerosi scritti in greco e in latino ne fecero progressivamente diffondere la venerazione verso il mondo bizantino-slavo e in Occidente, a partire da Roma e dal Meridione d'Italia, allora soggetto a Bisanzio. San Nicola è così diventato già nel Medioevo uno dei santi più popolari del cristianesimo e protagonista di molte leggende riguardanti miracoli a favore di poveri e defraudati.
Si narra che Nicola, venuto a conoscenza di un pover uomo decaduto con tre figlie che non potevano sposarsi perché non avevano soldi per pagare la dote, avesse preso una buona quantità del proprio denaro, lo avesse avvolto in un panno e gettato nottetempo nella casa dell'uomo, per tre notti consecutive, in modo da garantire la dote a tutte e tre le figlie e impedire che venissero avviate alla prostituzione.
Un'altra leggenda narra che egli, già vescovo, avesse resuscitato tre bambini che un macellaio malvagio aveva ucciso e messo sotto sale per venderne la carne. Secondo un'altra tradizione, Nicola avrebbe inoltre placato una terribile tempesta, salvando un bastimento e il relativo equipaggio dal naufragio. Questi tre episodi agiografici sono spesso raffigurati nei cicli iconografici del santo, come avviene nella predella della Pala di Perugia del Beato Angelico; sono inoltre riassunti graficamente nelle raffigurazioni di san Nicola come tre sfere dorate, che simboleggiano i tre miracoli e le tre doti. Per questi episodi è ritenuto un santo benefattore e protettore di bambini, marinai e donne in età da marito. La Chiesa cattolica lo ricorda il 6 dicembre come memoria facoltativa nel calendario romano generale. Localmente il santo è ricordato anche l'8 maggio.

### San Nicola a Venezia
A Venezia San Nicolò, protettore dei naviganti, è compatrono della Repubblica Serenissima assieme a San Marco. Oltre alla chiesa di San Nicolò del Lido, che contiene i resti del santo trasportati da Myra, sono state erette altre chiese a lui dedicate. Nella parte della città che si affaccia sull'ingresso in laguna dal mare c'era la chiesa di San Nicolò di Castello, consacrata nel 1503, che venne abbattuta nel 1810 per realizzare i giardini che oggi ospitano la Biennale d'Arte. Nella parte opposta della città si trova la chiesa di San Nicolò dei Mendicoli che accoglie i viaggiatori provenienti dalla terraferma, mentre a nord della laguna l'isoletta di San Nicolò della Cavana dal 1303 offriva riparo ai naviganti provenienti dal fiume Sile. Al centro della città, vicino alla basilica dei Frari, era stata eretta nel 1332 la chiesa di San Nicoletto della Lattuga che venne demolita nel 1808 a causa dei decreti napoleonici per la soppressione degli ordini religiosi.
A Murano i vetrari venerano San Nicolò come loro patrono ed il 6 dicembre, giorno della sua festa, il santo porta ancora oggi ai bambini frutta secca, arance, mele e giocattoli. In tale giorno si mangia il bussolà forte, un dolce fatto di farina, zucchero, uova, melassa, cacao amaro, cioccolato fondente, pinoli, cedrini, mandorle, pepe, paprica, noce moscata, vino bianco, rum, uova, olio d'oliva, burro.

### Il culto in Italia

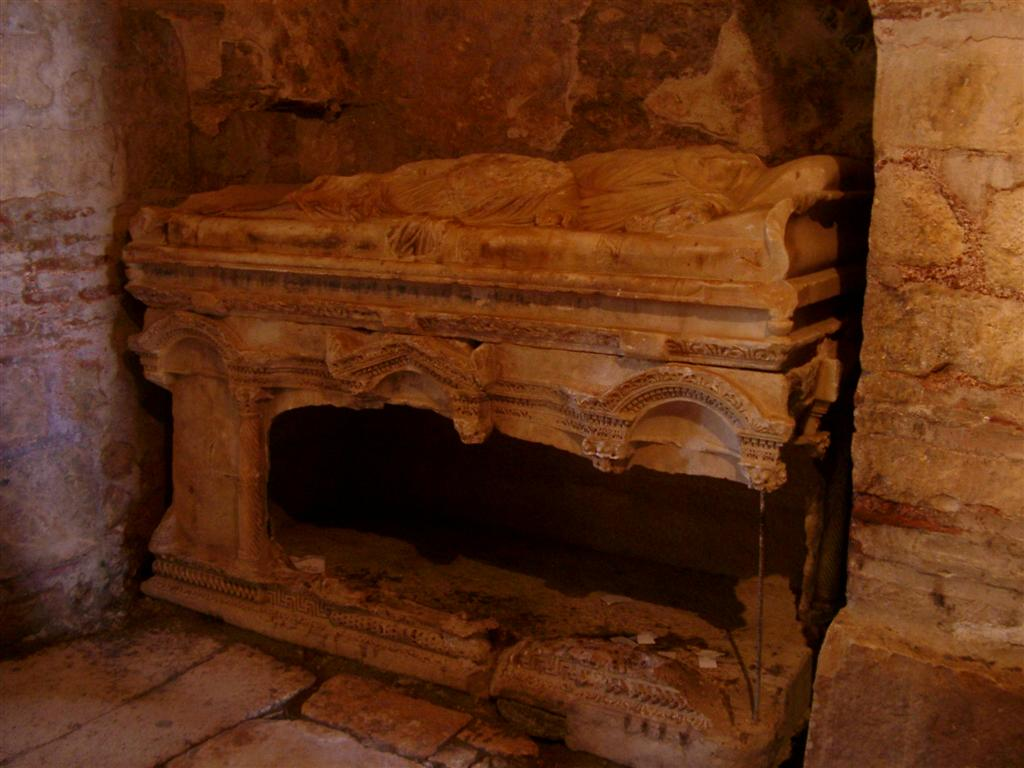
La tomba originale di San Nicola nella basilica di Myra.

In Italia il culto di San Nicola è radicato nelle regioni meridionali e in quelle settentrionali. Per questo motivo, anche se nella Chiesa cattolica la sua memoria liturgica è facoltativa, in Italia è stata resa obbligatoria a partire dal 2017.
A Bari, oltre che il 6 dicembre, il santo è festeggiato dal 7 al 9 maggio, nella ricorrenza della trafugazione delle ossa da Myra, quando un lungo corteo storico ripercorre gli eventi del 1087 e la statua del santo è condotta in processione su una barca e poi lasciata in piazza per il culto pubblico. In questa occasione, la città è raggiunta da numerosi pellegrini, provenienti tanto dalle altre regioni italiane (Abruzzo e Calabria, soprattutto) quanto dalla Russia e dagli altri Paesi ortodossi.
La tradizione di San Nicola che porta regali ai bambini, in Italia è festeggiata anche in Venezia Giulia e in Trentino-Alto Adige, nel Bellunese, nella Sinistra Piave, sotto il nome di San Nicolò così come a Lecco in Lombardia dove ne è il patrono della città. San Nicola è molto venerato a Missanello (PZ) che è il santo patrono e per tale motivo Bari e Missanello hanno stretto un patto di gemellaggio in onore del Santo. A maggio a Missanello si celebra la santa messa ed è molto sentita.  

### Patronati
Il santo oggi è patrono di marinai, pescatori, vetrai, farmacisti, profumieri, bottai, arcieri, bambini, ragazze da marito, scolari, avvocati, prostitute, nonché dei prigionieri e delle vittime di errori giudiziari; è il Santo Protettore della Brigata Informazioni Tattiche dell’Esercito, sede di Anzio.
È patrono inoltre dei mercanti e commercianti ed alcuni gli attribuiscono anche il patronato sui ministranti.

## Reliquie
Le reliquie di San Nicola si trovavano originariamente a Myra, nella cattedrale della città. Furono trasportate a Bari e a Venezia nell'XI secolo, a seguito di due distinte trafugazioni. La città era infatti caduta in mano musulmana e da questo scaturì la volontà di portarle "in salvo".

L'ultima ricognizione canonica delle spoglie conservate nella basilica di Bari risale al 5 maggio 1953. A seguito di altre due ricognizioni effettuate nel 1954 a Bari e nel 1992 a Venezia, il prof. Luigi Martino, docente di anatomia umana e normale all'Università di Bari, ha sostenuto che le reliquie sono divise fra le due città: Bari possiederebbe i frammenti ossei di maggiori dimensioni, mentre Venezia i frammenti più minuti (circa la metà dello scheletro), e che questi ultimi sono "complementari con le ossa conservate a Bari". È stato ipotizzato che i baresi, nella fretta di asportare le reliquie, si siano impossessati solo dei frammenti ossei più grandi, lasciando sul posto quelli più minuti. Sono questi ultimi che oggigiorno si troverebbero a Venezia.

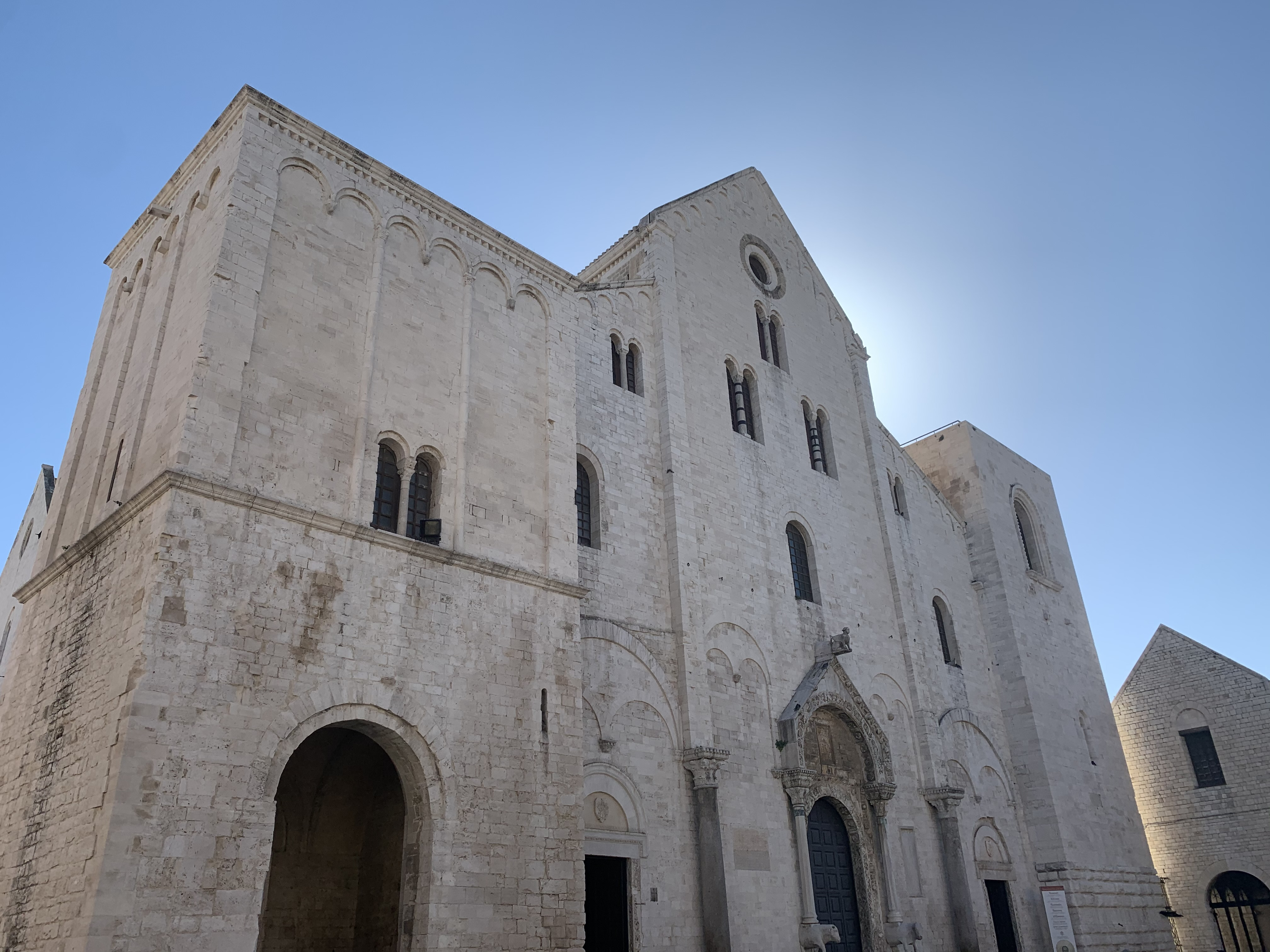
La basilica di San Nicola di Bari.

### Traslazione barese
La prima trafugazione fu portata a termine da 66 marinai baresi, tra i quali i sacerdoti Lupo e Grimoldo, partita con tre navi di proprietà degli armatori Dottula, che raggiunse Myra recuperando le reliquie di Nicola, che giunsero a Bari il 8 maggio 1087.

Secondo la leggenda, le reliquie furono depositate là dove i buoi che trainavano il carico dalla barca si fermarono. Alcune colonne del tempio, poi, seguirono la nave dei marinai baresi fino a Bari. Si trattava in realtà della chiesa dei benedettini (oggi chiesa di San Michele Arcangelo) sotto la custodia dell'abate Elia, che in seguito sarebbe diventato vescovo di Bari. L'abate promosse tuttavia l'edificazione di una nuova chiesa dedicata al santo, che fu consacrata due anni dopo da Papa Urbano II in occasione della definitiva collocazione delle reliquie sotto l'altare della cripta. Da allora San Nicola divenne patrono di Bari e della Puglia e le date del 6 dicembre (giorno della morte del santo) e 8 maggio (giorno dell'arrivo delle reliquie) furono dichiarate festive per la città. Il santo era anche presente, fino al XIX secolo, sullo stemma della città tramite un cimiero.

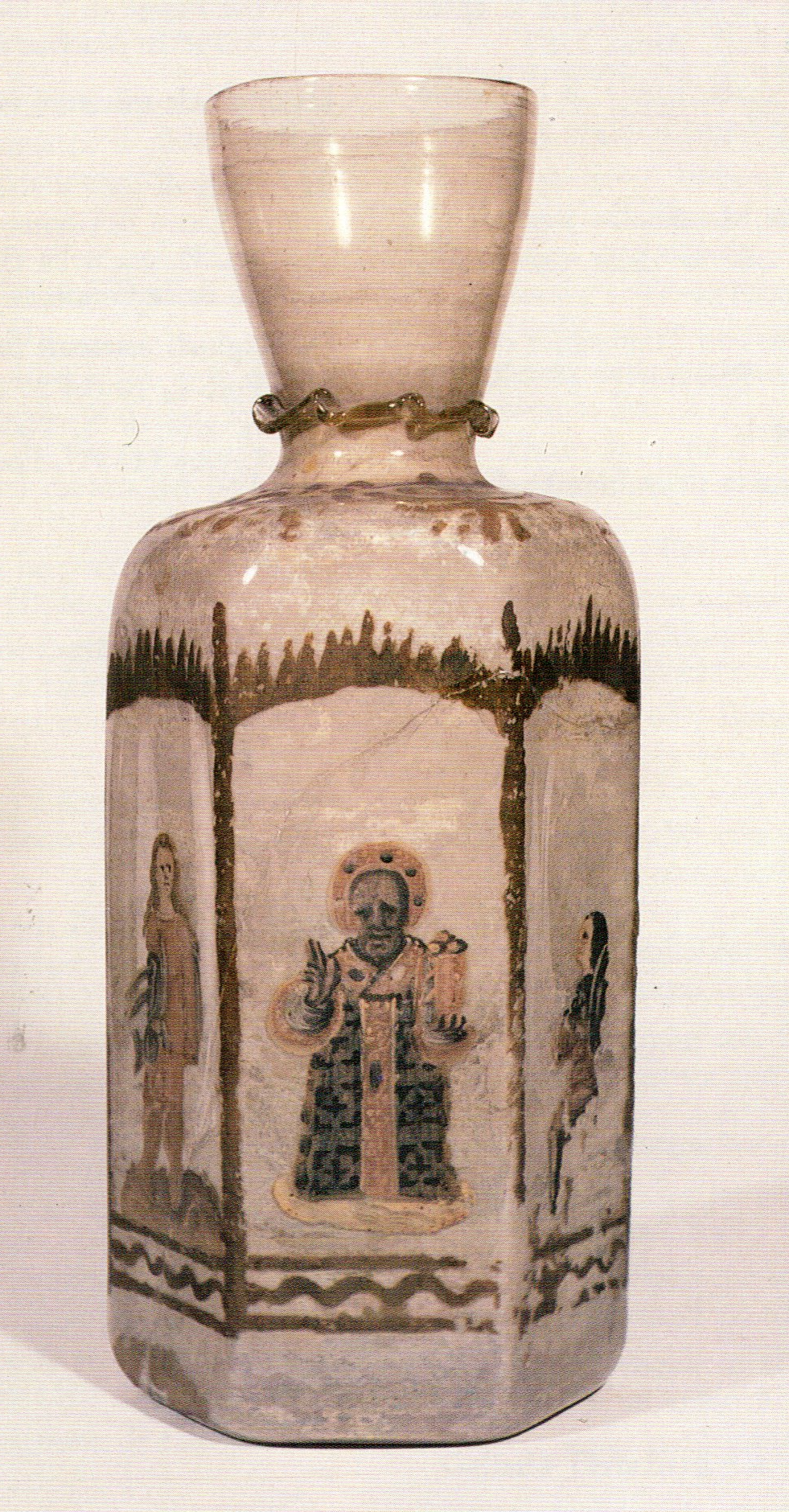
Bottiglia per la Sacra Manna di San Nicola, manifattura muranese, sec. XVI.

#### La sacra manna
Quando i marinai baresi a Myra scoperchiarono la tomba in cui erano custoditi i resti di San Nicola, trovarono che le ossa del santo erano immerse in un liquido oleoso e profumato che veniva chiamato mirra.
Trasportate le ossa a Bari, il fenomeno della trasudazione della manna dalle ossa del santo continuò nel nuovo sepolcro.
Il liquido veniva raccolto e custodito in boccette, ampolline e bottigliette. Veniva diluito con acqua e si riempivano delle fialette che venivano distribuite ai pellegrini che le portavano appese al collo per la difesa dalle malattie. I crociati, in partenza per la Terra Santa le portavano come un talismano. Nella città di Bari c'era un quartiere abitato da Veneziani che avevano anche una chiesa dedicata a San Marco. Venezia ha sempre avuto rapporti di amicizia con la città di Bari dall'anno 1002 quando il doge Pietro II Orseolo la liberò dall'assedio dei saraceni. Dati gli stretti rapporti con Venezia, i baresi si rivolsero ai vetrai muranesi per la produzione delle bottiglie che poi venivano decorate con l'effigie del santo e riempite con la manna che sgorga dalle sue ossa.
Nel 1925, per tranquillizzare chi sospettava infiltrazioni di acqua piovana o di influsso di alta marea, i responsabili della basilica di Bari fecero analizzare, nei laboratori dell'Università degli Studi di Bari, campioni di manna prelevati in due diversi periodi di tempo. Il responso delle analisi fu che il liquido trasudava veramente dalle vecchie ossa ed era acqua purissima con un residuo molto basso e con una densità di circa 12 milligrammi per litro alla temperatura di 12 gradi; erano escluse qualsiasi tracce di acqua piovana o marina.
La manna viene ufficialmente prelevata il 9 maggio, festa della traslazione del santo, dal rettore della basilica, alla presenza del delegato pontificio, delle autorità, del clero e dei fedeli alla fine di una solenne celebrazione liturgica. Il quantitativo viene raccolto in una ampolla di cristallo dalla quale alcune gocce sono travasate in grossi caraffoni riempiti di acqua comune per confezionare migliaia di boccette da distribuire ai fedeli nel corso dell'anno che le considerano sacre reliquie.

### Traslazione veneziana

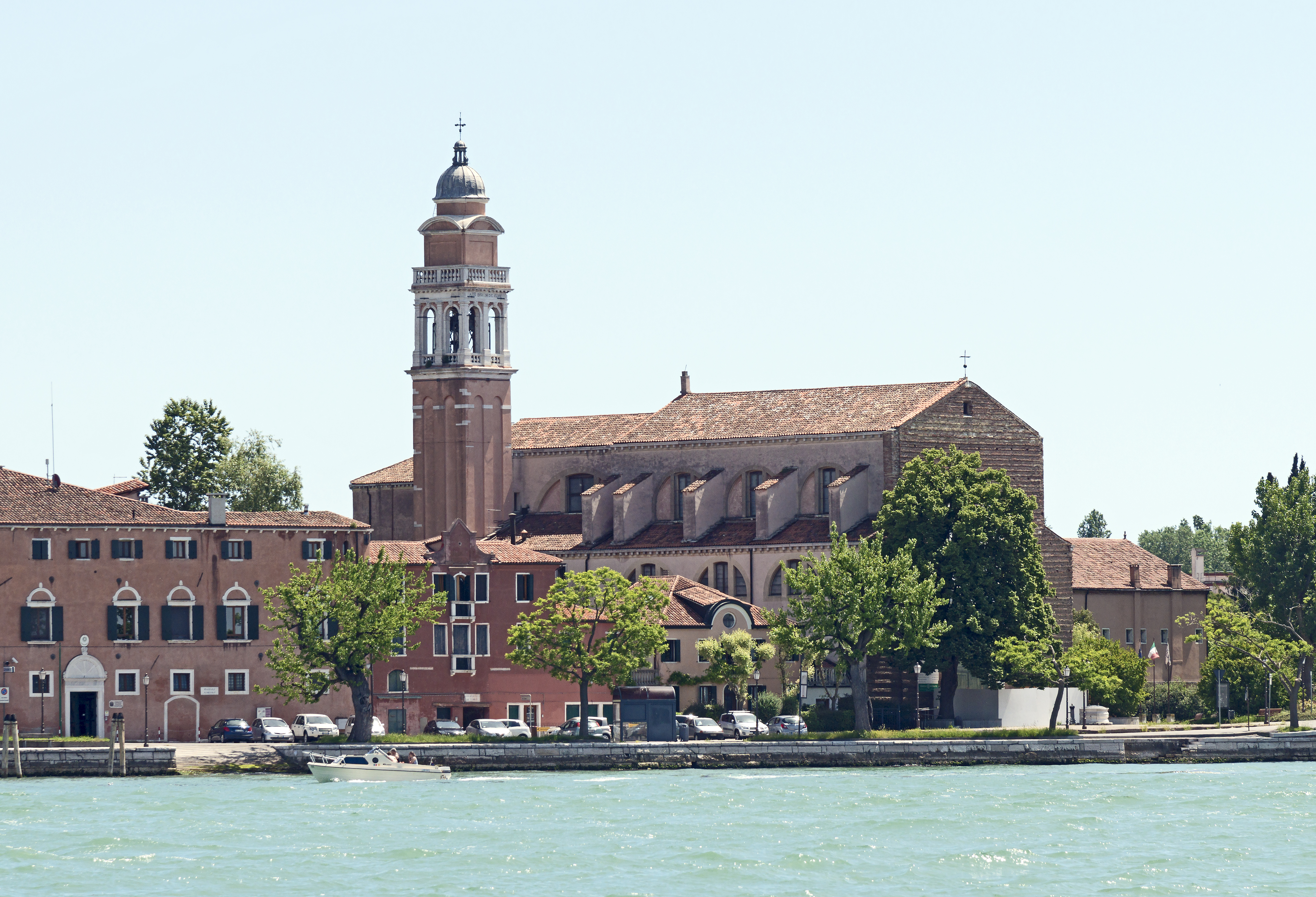
La Chiesa di San Nicolò al Lido.

Un'accurata cronaca dell'epoca, basata su testimonianze oculari (la "Translatio sancti Nicolai") afferma che una seconda trafugazione delle reliquie fu effettuata pochi anni dopo quella barese. I veneziani nel 1099-1100, durante la prima crociata, approdarono infatti a Myra dove fu loro indicato il sepolcro vuoto dal quale i baresi avrebbero prelevato le ossa. Tuttavia qualcuno rammentò di aver visto celebrare le cerimonie più importanti, non sull'altare maggiore, ma in un ambiente secondario. Fu in tale ambiente che i veneziani rinvennero una gran quantità di minuti frammenti ossei, che vennero trasportati nell'abbazia di San Nicolò del Lido assieme a quelli dello zio di San Nicolò e del vescovo San Teodoro.
San Nicolò venne quindi proclamato protettore della flotta della Serenissima e la chiesa divenne un importante luogo di culto. San Nicolò era infatti venerato come protettore dei marinai: non a caso la chiesa era collocata sul Porto del Lido, dove finiva la laguna e cominciava il mare aperto. Nella chiesa di San Nicolò del Lido terminava l'annuale rito dello sposalizio del Mare con la partecipazione del doge ad una messa solenne.

### Altre località

#### Vico del Gargano
Nella cittadina garganica in provincia di Foggia, nella chiesa di San Nicola di Myra, sede dell'Arciconfraternita del Santissimo Sacramento di Vico del Gargano, è conservata una teca con la Manna di San Nicola, l’acqua che si forma nella tomba del Santo e che si formava già nella Basilica di Mira. Questa reliquia è attestata nella chiesetta da tempi antichissimi e nel 1675, durante la visita del cardinale Vincenzo Maria Orsini (papa Benedetto XIII), la chiesa di San Nicola aveva un unico altare non consacrato, un’immagine del Santo «Iconem pulvere deturpatam» e una teca contenente la Manna di San Nicola.
Provincia di Caserta
San Nicola di Myra è anche il patrono del Comune di San Nicola la Strada in Provincia di Caserta con festa ogni martedì in Albis. Il toponimo deriva dalla dedicazione al santo e dalla sua ubicazione lungo un tratto della Via Appia.

#### Rimini
Nel gennaio 2003 la diocesi di Rimini, d'intesa con il Pontificio Consiglio per la promozione dell'unità dei cristiani, ha fatto dono di un frammento dell'omero sinistro di San Nicola alla diocesi greco-ortodossa di Dimitriade (la greca Volos), che ne aveva inoltrato richiesta. Secondo la tradizione, l'omero di San Nicola giunse a Rimini in modo piuttosto rocambolesco nella seconda metà del XII secolo. Protagonista della vicenda sarebbe stato un vescovo tedesco, che aveva trafugato la reliquia a Bari. Nel 1177 papa Alessandro III si fermò a Rimini provenendo da Venezia; il pontefice volle sottoporre la reliquia alla prova del fuoco per accertarsi della sua autenticità: "le fiamme non la bruciarono, anzi, emanarono un profumo intenso". San Nicola fu proclamato co-patrono di Rimini nel 1633. Il primo indizio sull'autenticità della tradizione è l'assenza, fra le reliquie baresi, proprio dell'omero sinistro. La prova definitiva che si tratta della parte mancante a quanto dello scheletro è venerato Bari, è giunta dalla ricognizione anatomica e studio antropometrico (di Luigi Martino) e dalla ricognizione antropologica (di Fiorenzo Facchini), effettuate in occasione della donazione del 2003.
La reliquia riminese è custodita nella nuova chiesa di San Nicolò al Porto (inaugurata nel 1955), all'interno della Sala Celestina dai Padri Celestini, cui appartenne l'edificio dal XIV al XVIII secolo. La chiesa medievale fu praticamente rasa al suolo durante la Seconda guerra mondiale; sopravvissero solo il campanile e la Sala Celestina; in entrambi, ma soprattutto nella seconda, sono visibili affreschi della scuola riminese del Trecento.

### Il culto nel resto del mondo
San Nicola è patrono di numerose località in Europa, e in Italia è il protettore di numerose località italiane, inclusi oltre 270 comuni (tra cui naturalmente Bari). È anche considerato santo patrono della Lorena, della città di Amsterdam e della Russia (in Siberia, tra le tribù dei Nenci convertite al cristianesimo l'antico Dio dei padri è stato sostituito dalla figura di San Nicola, da loro chiamato Mikkulai, oggetto di profonda venerazione).

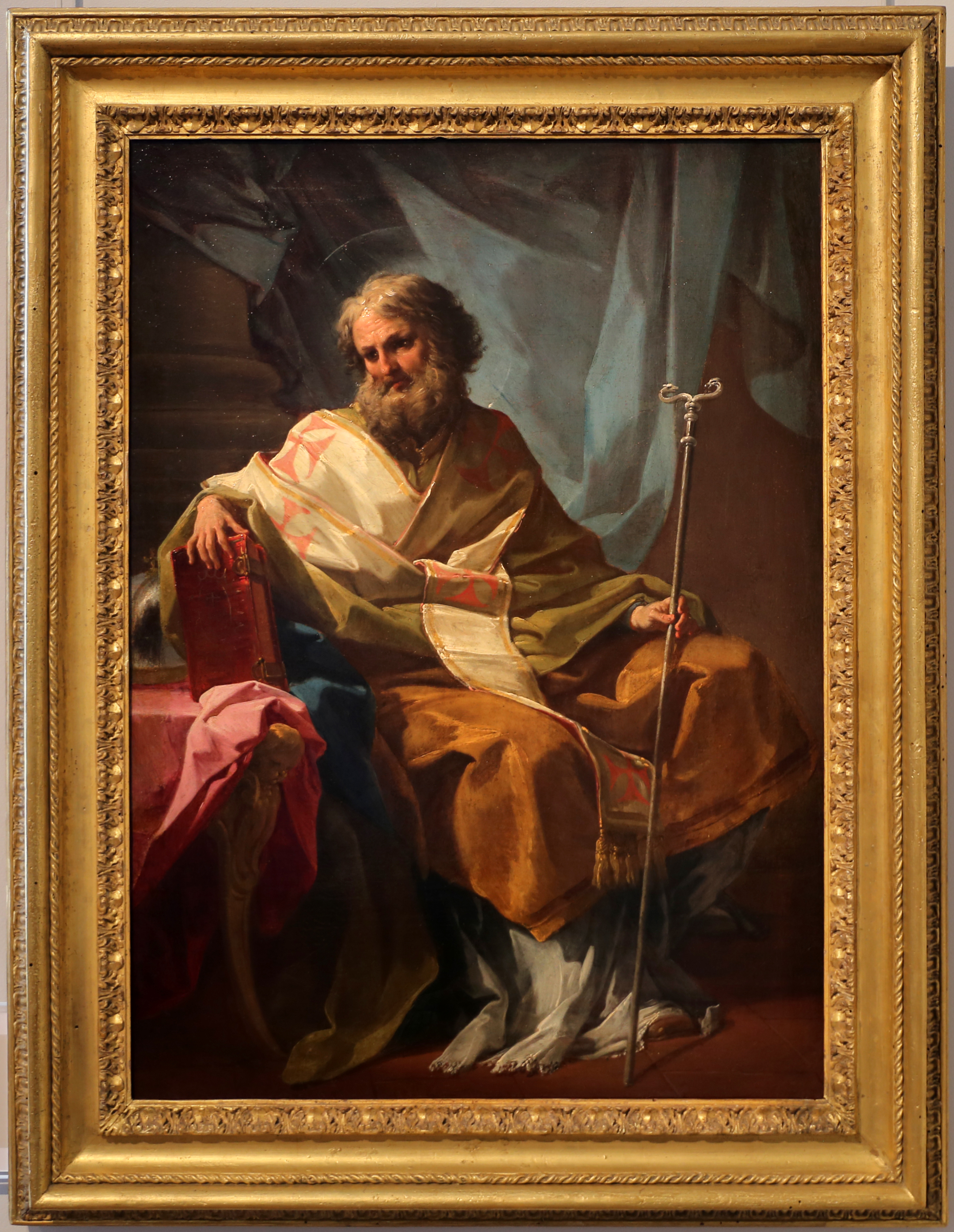
Corrado Giaquinto, San Nicola di Bari, museo Fesch, ad Ajaccio.

Nelle località dell'Arco Alpino (Svizzera, Austria, Trentino-Alto Adige, Friuli, Slovenia) san Nicolò è solitamente accompagnato da un personaggio chiamato Krampus (Knecht Ruprecht nelle località più settentrionali)una sorta di diavolo a cui si attribuisce il ruolo di punitore di bambini. San Nicola è molto popolare anche in altri paesi Europei (Paesi Bassi, Francia, Belgio, Germania, Estonia, Repubblica Ceca, Slovacchia e Serbia).
Nel Benelux Sinterklaas (Kleeschen in lussemburghese) è festeggiato nella notte tra il 5 e il 6 dicembre, data in cui distribuisce i doni.
Il culto di san Nicola fu portato a Nuova Amsterdam (New York) dai coloni olandesi (è infatti il protettore della città di Amsterdam), sotto il nome di Sinterklaas, dando successivamente origine al mito nordamericano di Santa Claus, che in Italia è diventato Babbo Natale

#### Lorena (Francia)

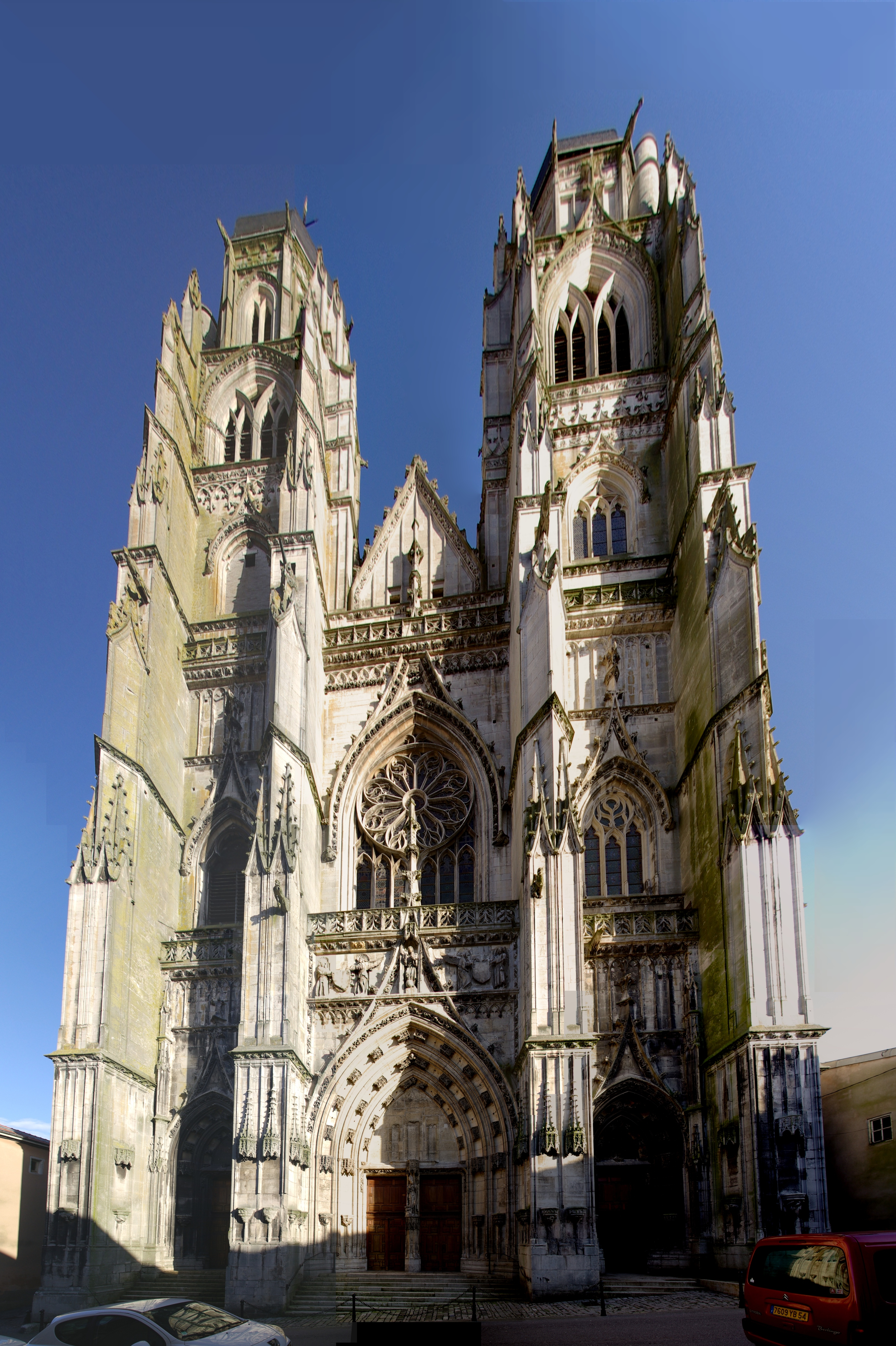
Basilica di Saint-Nicolas-de-Port.

Dopo l'arrivo in Lorena nel 1087 di una reliquia del santo, la mano destra alzata in segno di benedizione (falange della mano destra), riportata da Bari dal signore Aubert di Varangéville, il villaggio di Port, un possesso del signor di Varangéville, diventa Saint-Nicolas-de-Port e dispone a partire dal 1093 di una prima chiesa dedicata al santo patrono della Lorena, San Nicola dei Lorenesi.
«Intorno al 1230, il cavaliere di Lorena Cunon de Réchicourt, al seguito dell'imperatore Federico II di Svevia, è fatto prigioniero durante la sesta crociata. Avrebbe pregato il 5 dicembre 1240 San Nicola prima di addormentarsi nella sua cella. La mattina, si sarebbe svegliato ancora attaccato, sui gradini della chiesa di Saint-Nicolas-de-Port, le catene gli caddero da sé durante l'ufficio che ha poi seguito.» Da allora, ogni anno il sabato prima della festa di San Nicola, si celebra una processione in memoria del famoso "miracolo".
Nel 1429, prima di lasciare il suo paese per salvare la Francia, Giovanna d'Arco andò a visitare la tomba del santo a Saint-Nicolas-de-Port.
Alla fine del XV secolo per ringraziare San Nicola per avere salvato il Ducato di Lorena contro il duca di Borgogna Carlo il Temerario (morto durante la battaglia di Nancy il 5 gennaio 1477), il duca di Lorena Renato II ricostruisce la chiesa della città di Saint-Nicolas-de-Port. Una volta iniziati i lavori, nel 1481 essa diventa una maestosa basilica di stile gotico fiammeggiante quasi grande come Notre-Dame di Parigi. Nel 1622 il duca Enrico II di Lorena ottiene dal Papa Gregorio XV (1554-1623) l'erezione di una chiesa per i suoi sudditi che vivono a Roma. Questa chiesa barocca si trova vicino a Piazza Navona; è naturalmente dedicata al santo patrono della nazione lorenese e si chiama Chiesa di San Nicola dei Lorenesi.

## Iconografia
Il suo emblema è il bastone pastorale (simbolo del vescovato) e tre sacchetti di monete (o anche tre palle d'oro) queste in relazione alla leggenda della dote concessa alle tre fanciulle. Nello stemma di Collescipoli (Terni) è rappresentato a cavallo con un fanciullo alle sue spalle. Negli affreschi dell'Abbazia di Novalesa (XI secolo), tra i primi conosciuti in occidente, porta il pastorale e indossa una casula blu e una raffinata stola a motivi geometrici. Tradizionalmente viene quindi rappresentato vestito da vescovo con mitra e pastorale. L'attuale rappresentazione in abito rosso bordato di bianco origina dal poema A Visit from St. Nicholas del 1821 di Clement C. Moore, che lo descrisse come un signore allegro e paffutello, contribuendo alla diffusione della figura mitica, folkloristica, di Babbo Natale.
Nella Chiesa ortodossa russa San Nicola è spesso la terza icona insieme a Cristo e a Maria col Bambino nell'iconostasi delle chiese.
A Pollutri, in provincia di Chieti, abbiamo la possibilità di osservare dal vivo, la più antica e la più veneranda statua lignea di San Nicola del XIII secolo che vanti l'Abruzzo.

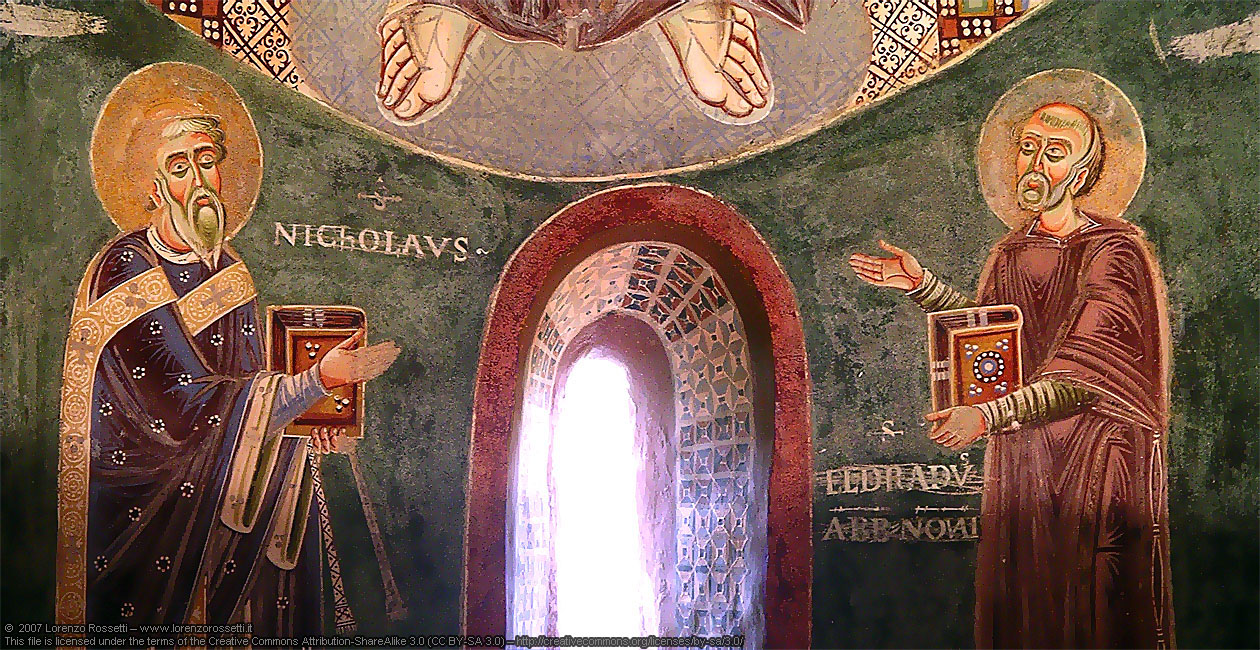
San Nicola con Sant'Eldrado (XI secolo, Abbazia di Novalesa).
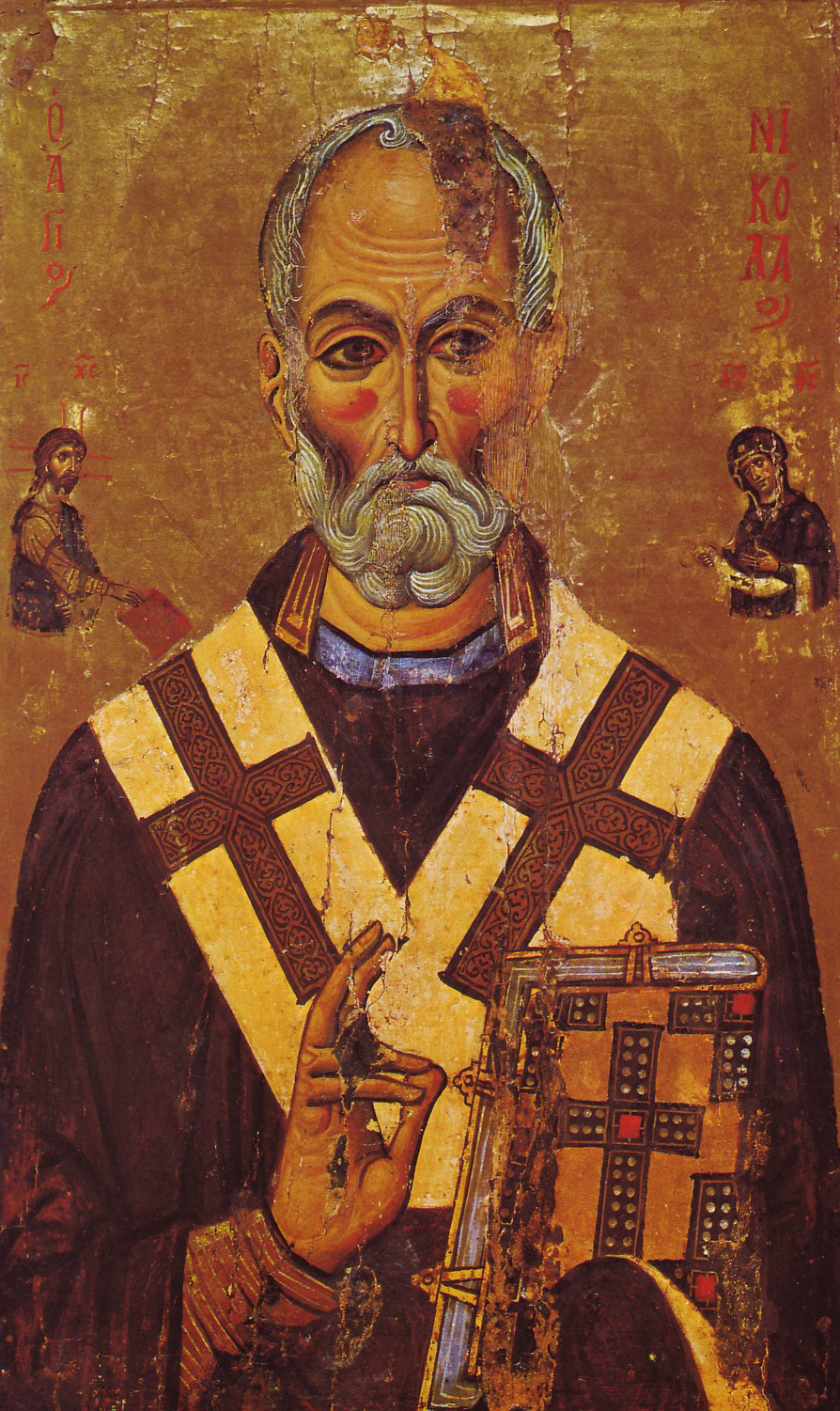
Icona del Monte Sinai.
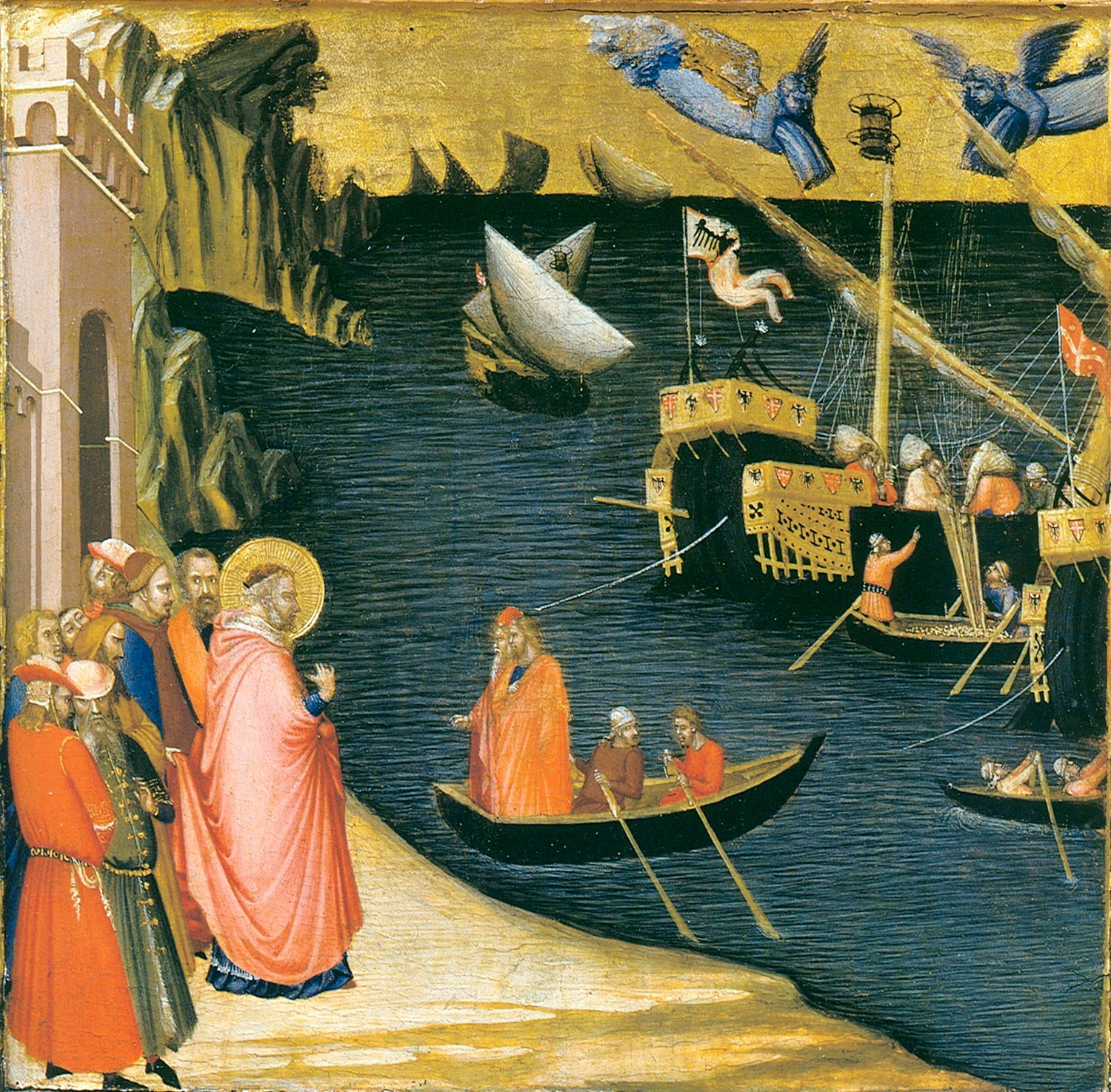
Ambrogio Lorenzetti, Miracolo di San Nicola.
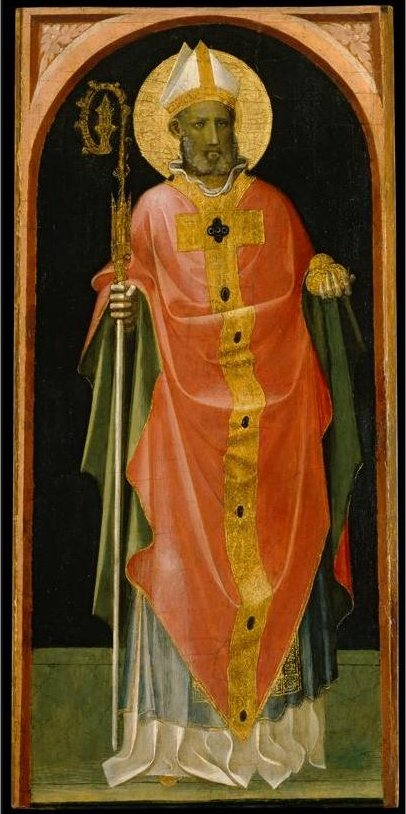
Gherardo di Jacopo Starnina, pannello di polittico a El Paso Museum of Art.
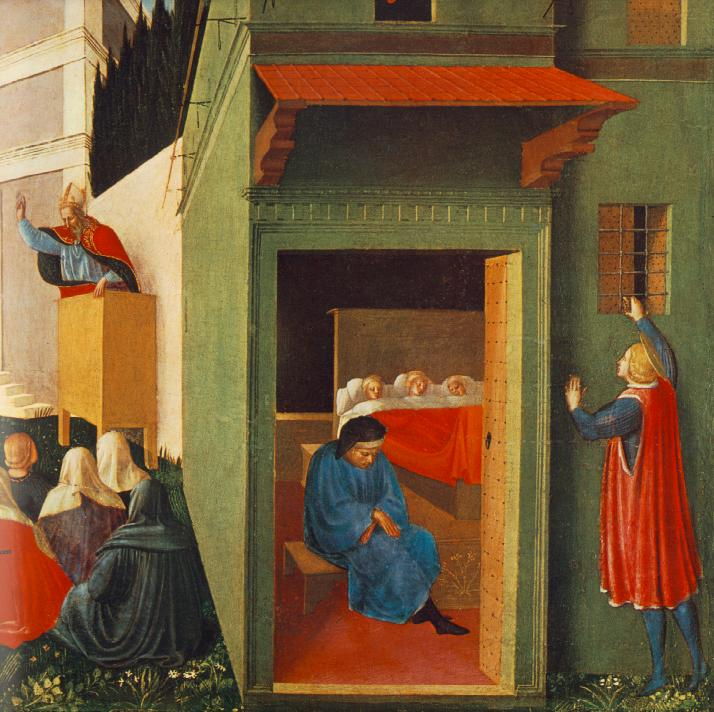
Beato Angelico, Storie di San Nicola (1437), Musei Vaticani.
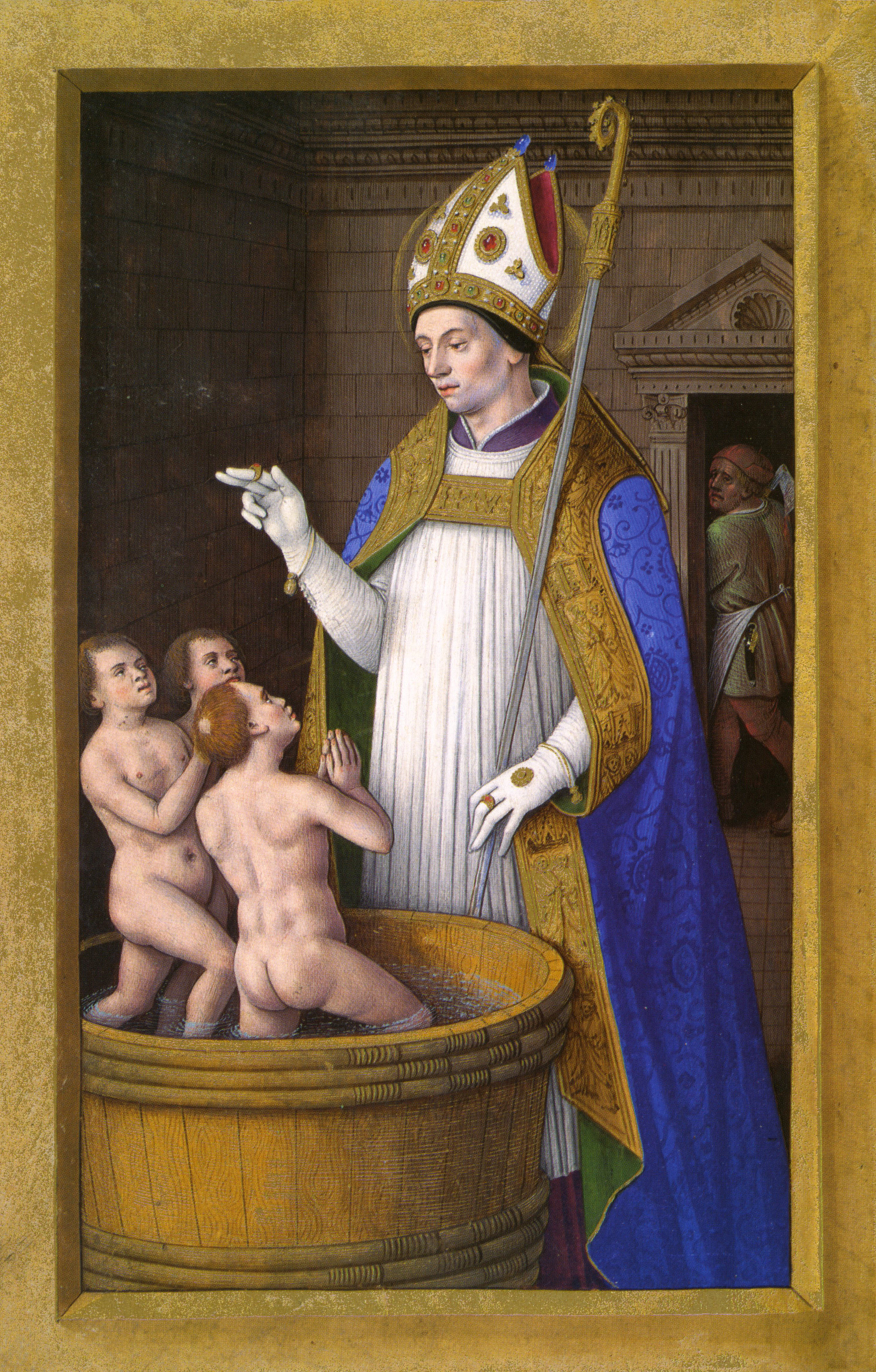
Dalle Heures d'Anne de Bretagne (XV secolo).
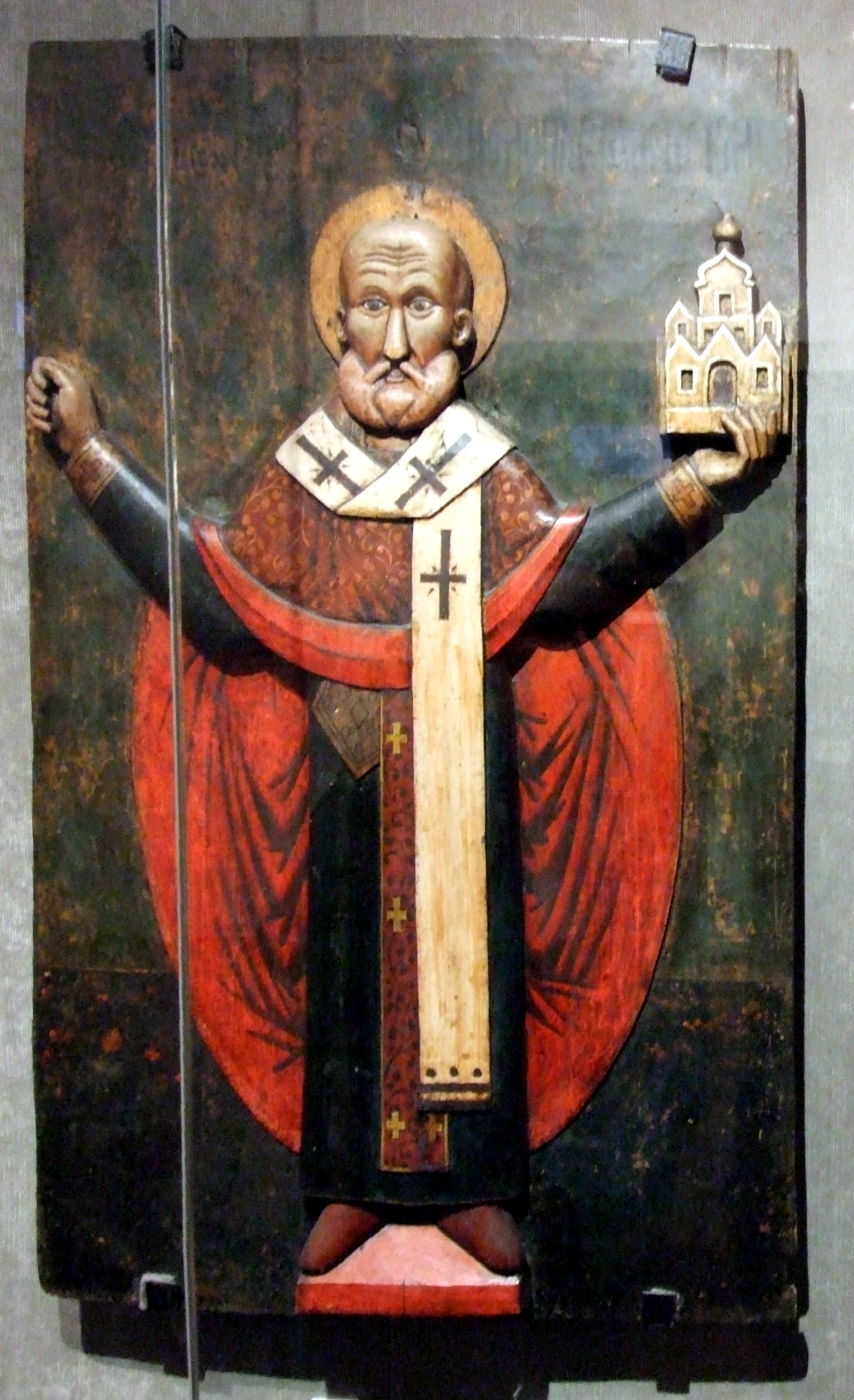
Bassorilievo in legno nel Museo Rublëv.
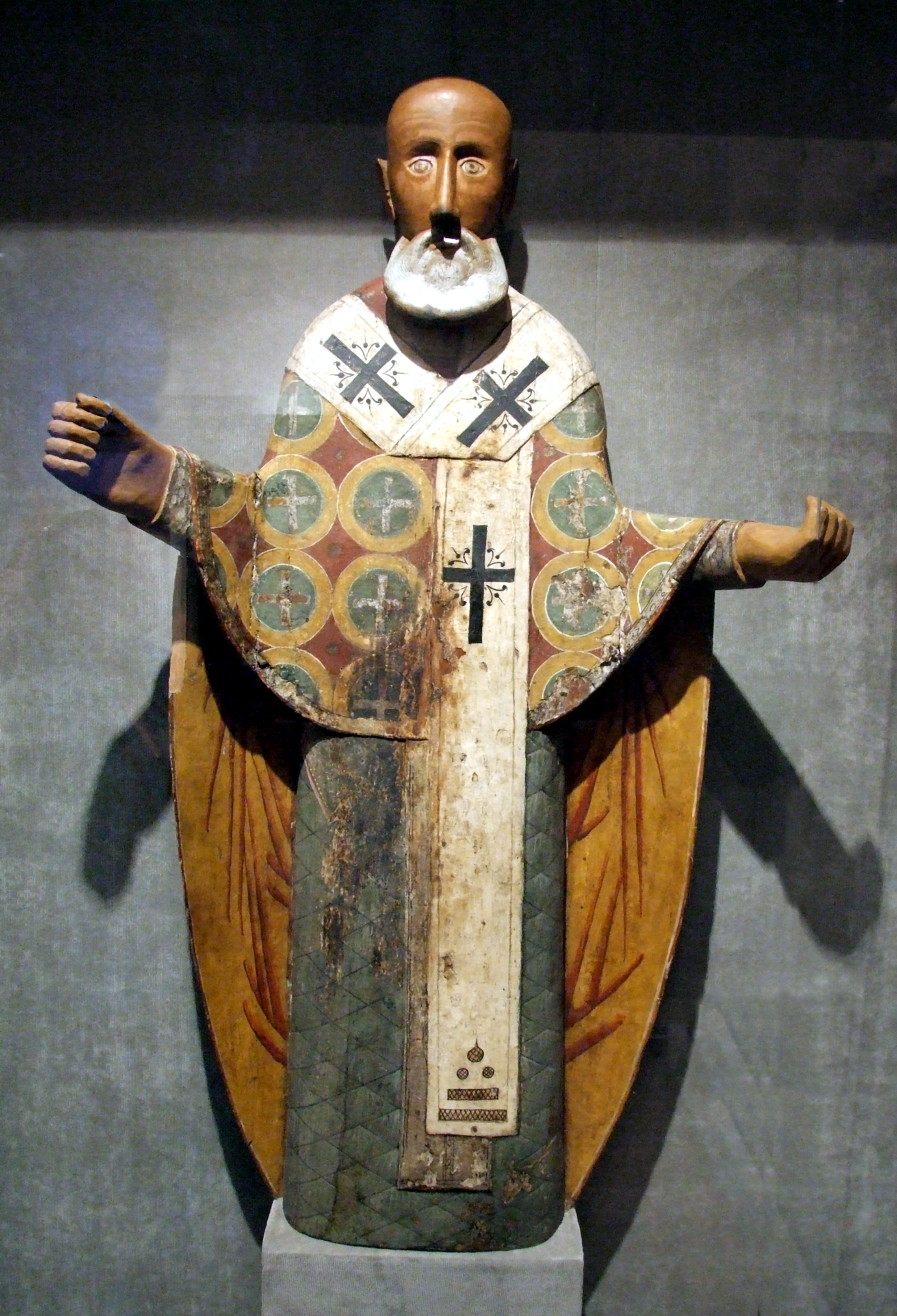
Scultura lignea nel Museo Rublëv.
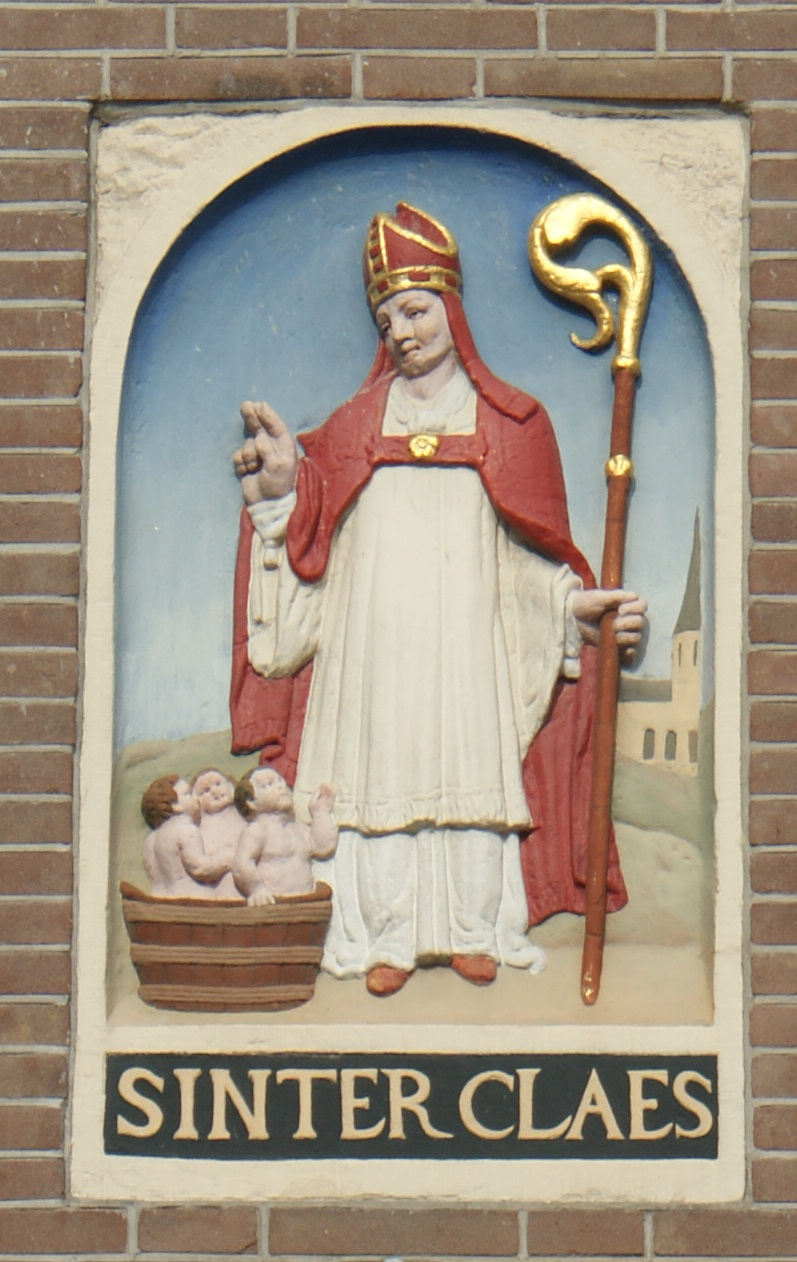
Bassorilievo policromo ad Amsterdam.
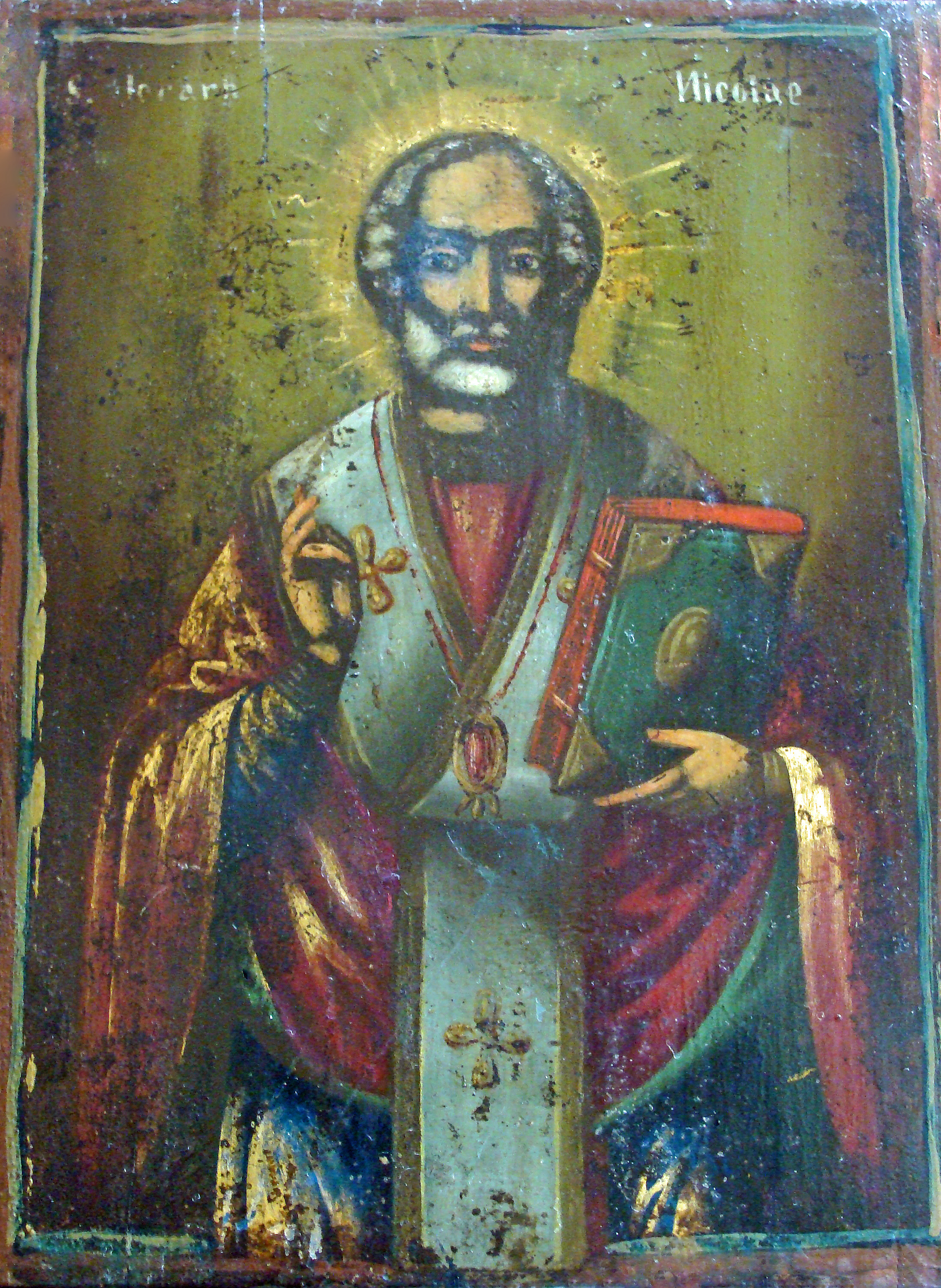
San Nicola (Romania).
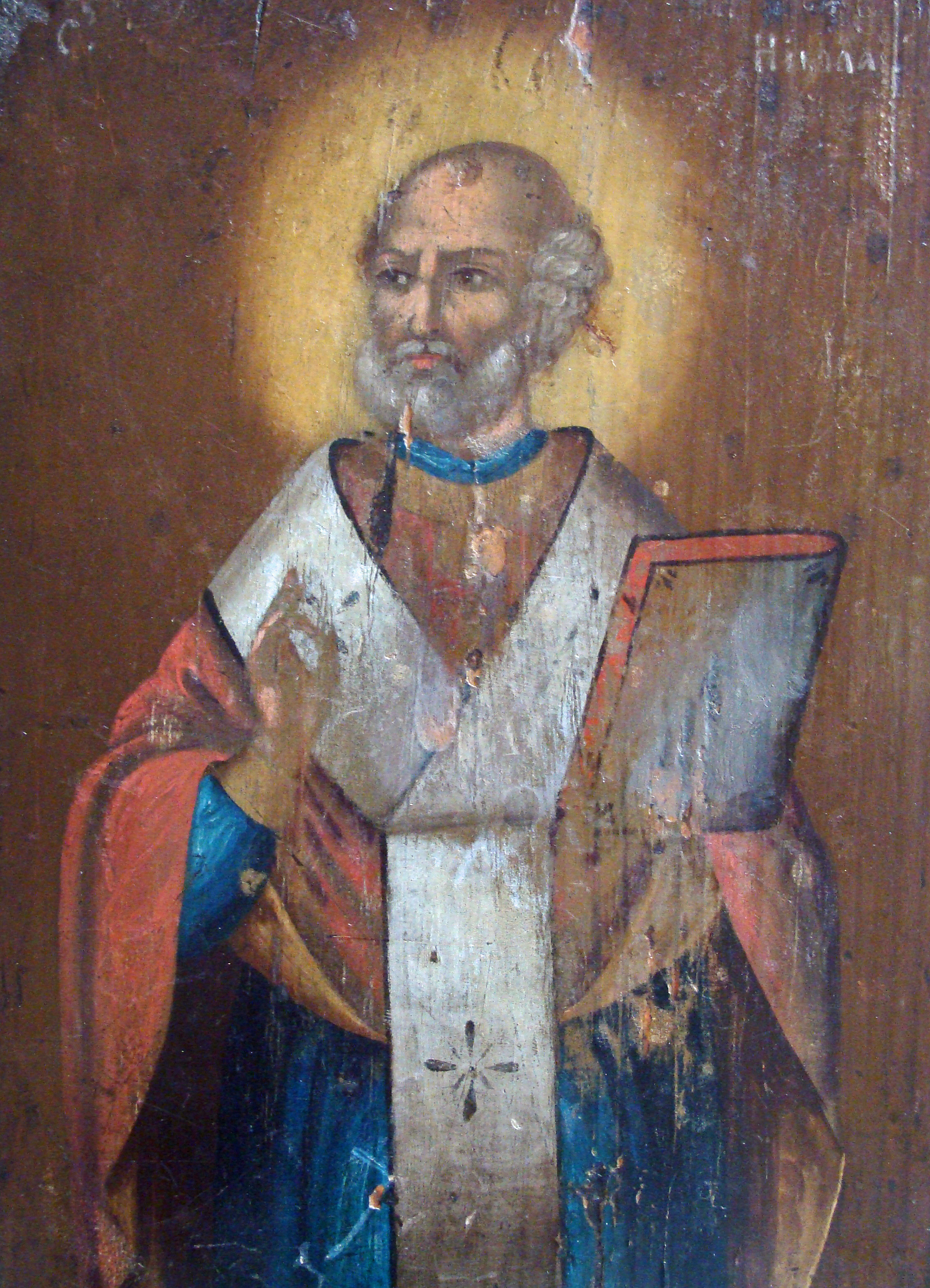
San Nicola (Jugoslavia).
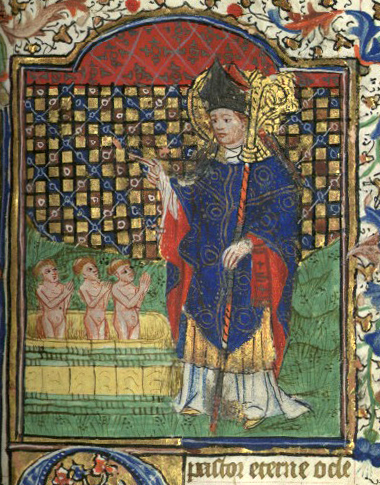
San Nicola, Lorena, Metz (1450).
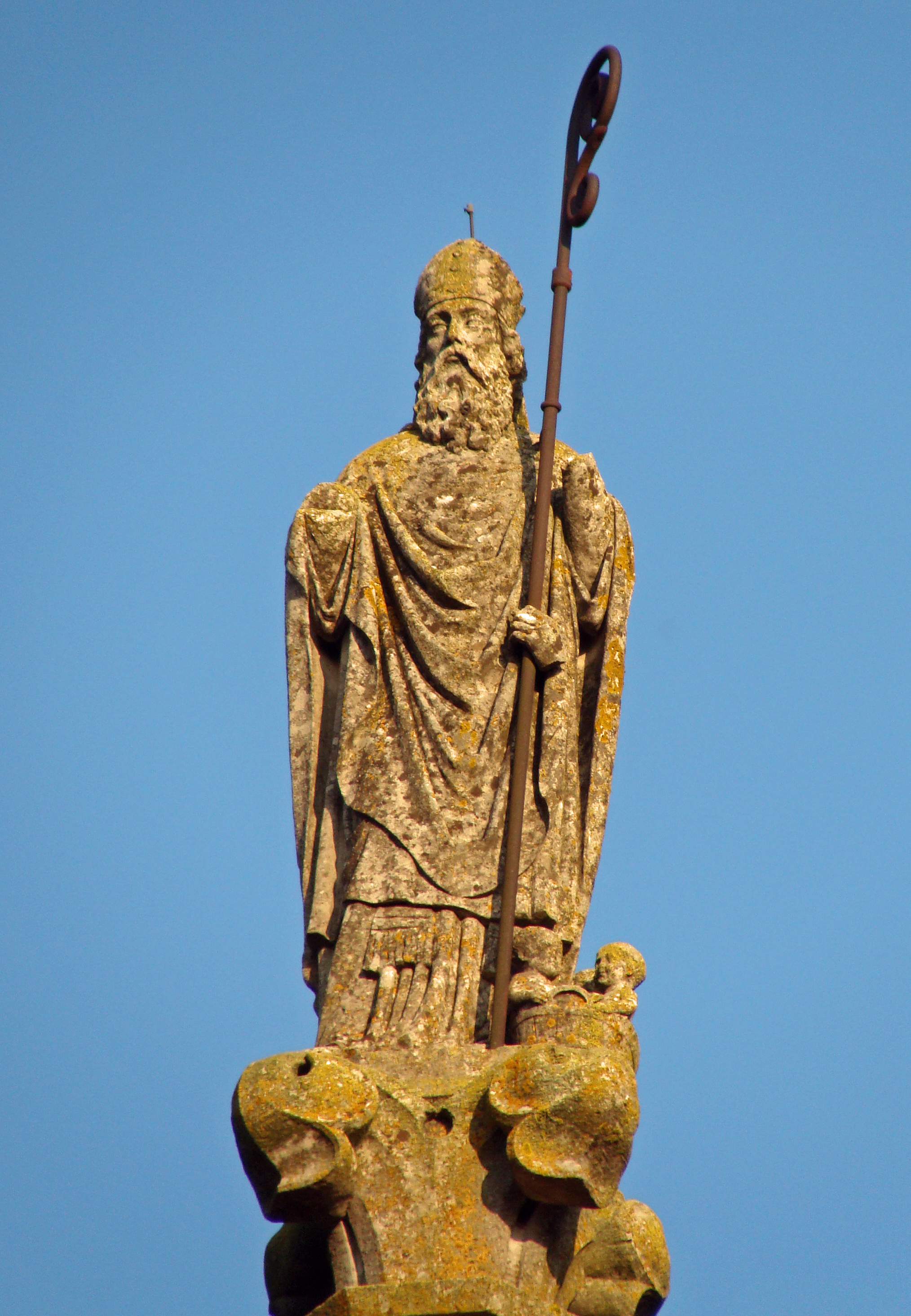
San Nicola, Lorena, chiesa di Munster.
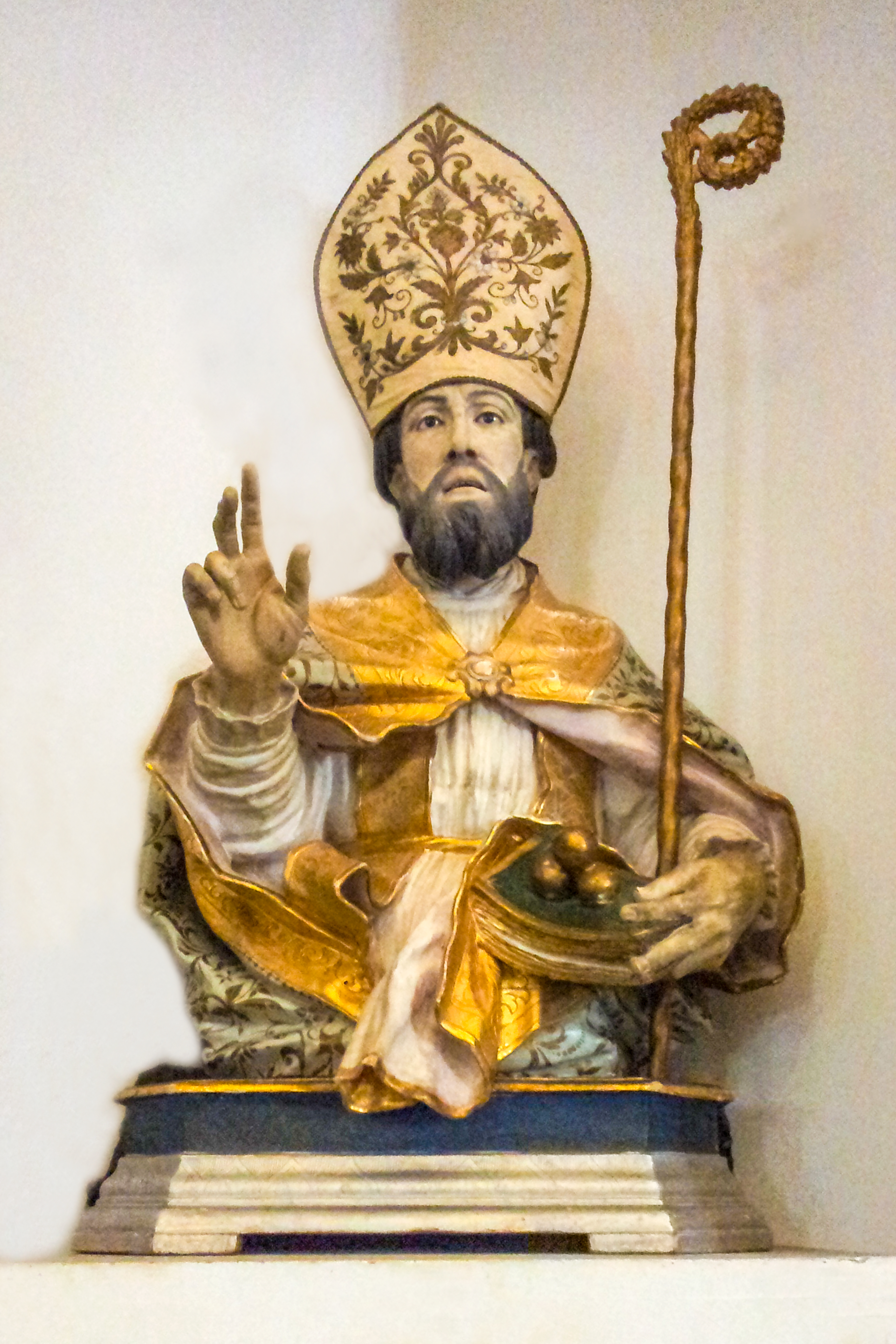
San Nicola, Ceraso (SA).
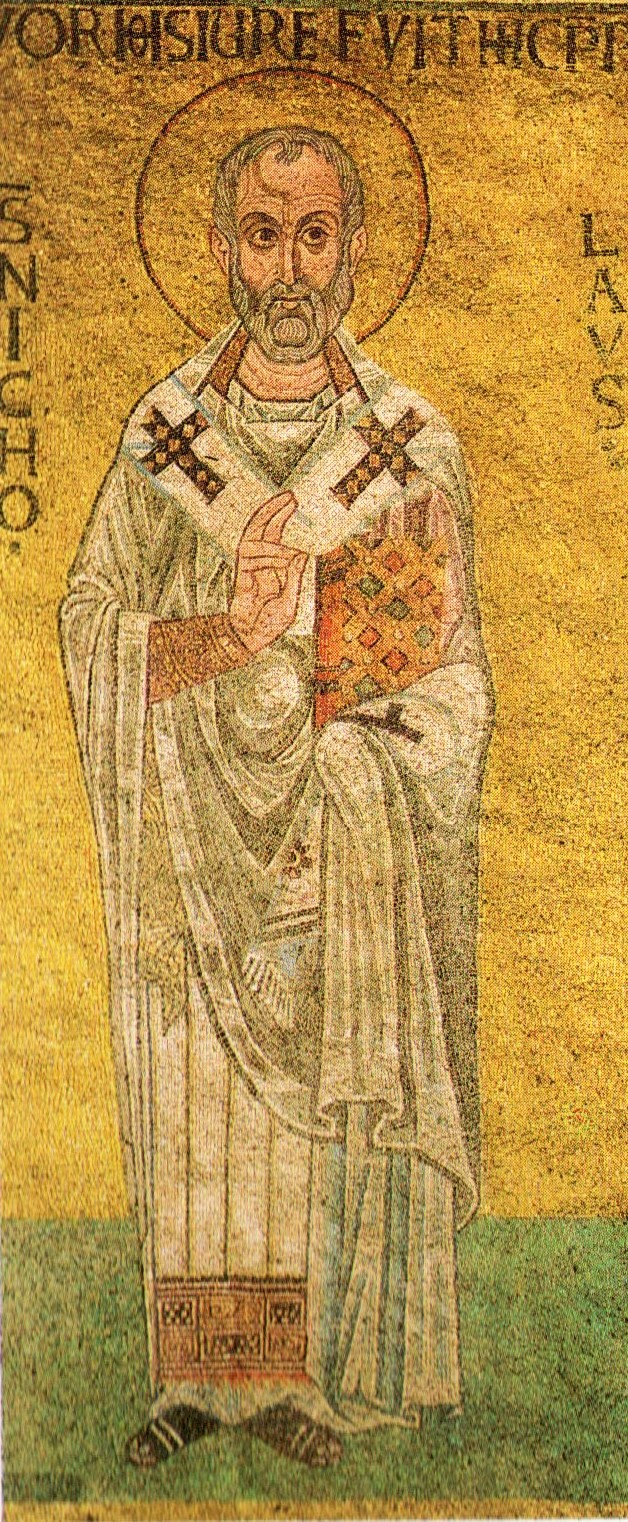
San Nicola, Venezia, Basilica San Marco, mosaico fine sec XI
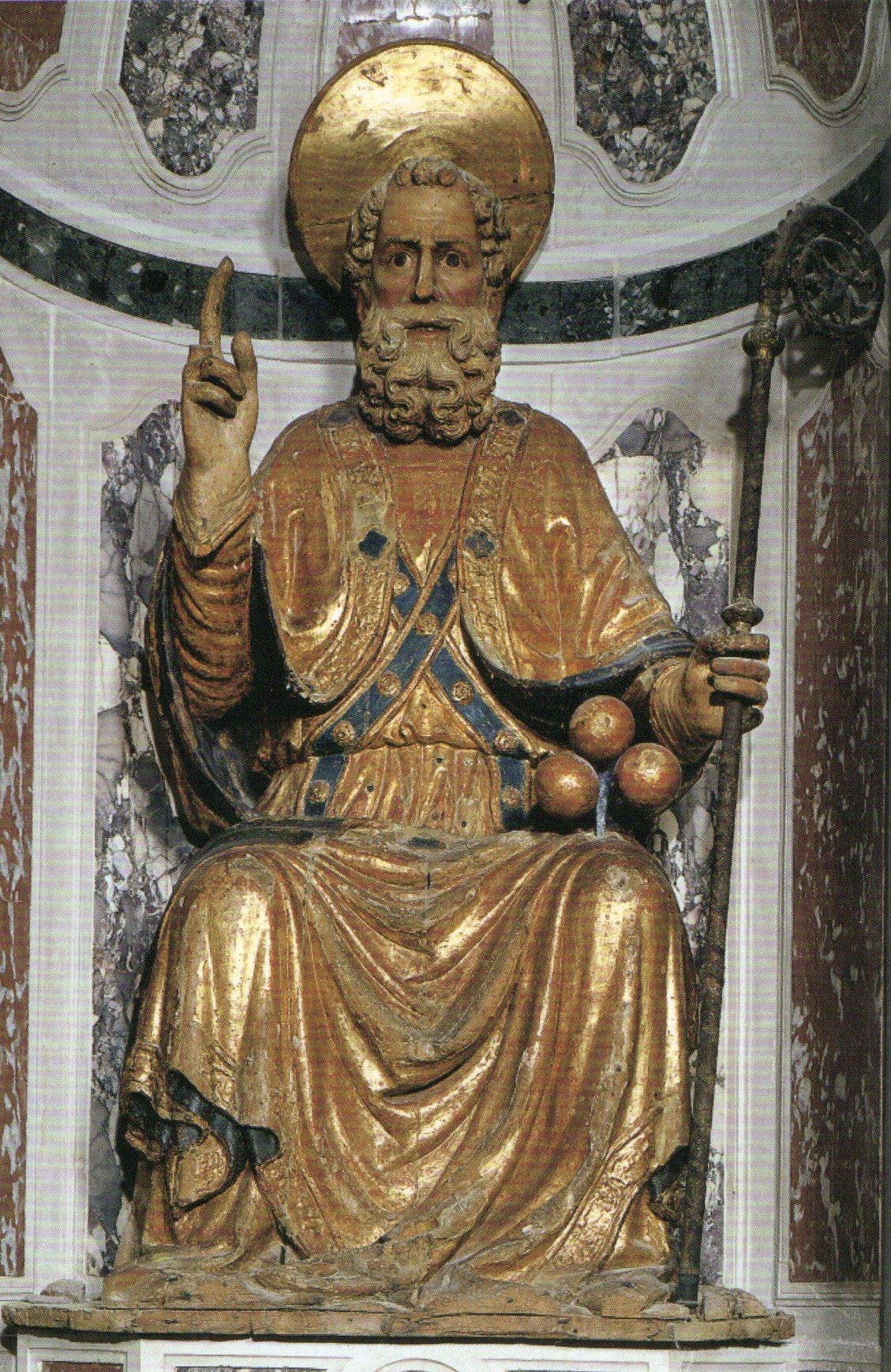
statua di San Nicolò dei Mendicoli, Venezia, sec. XV
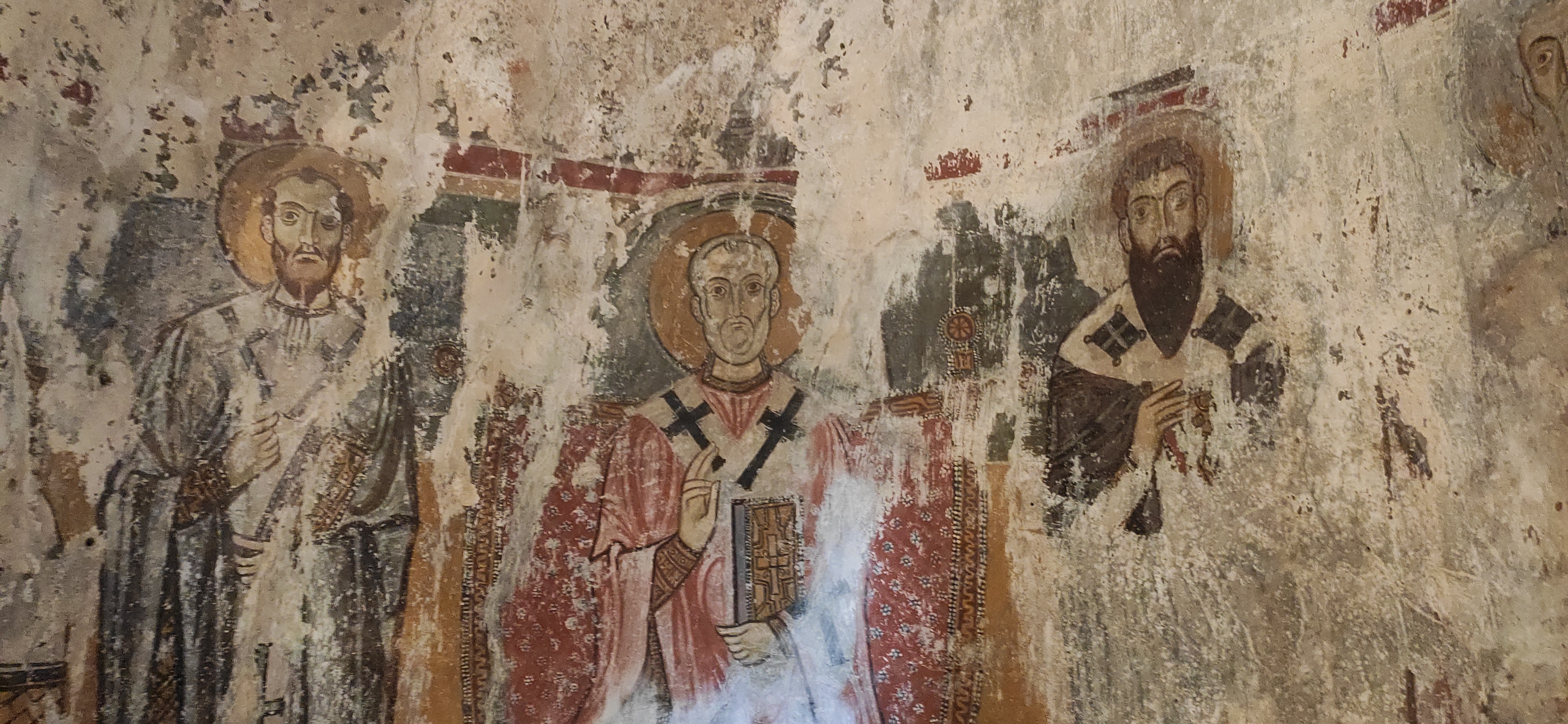
Affresco di San Nicola della Chiesetta dello Spedale di Scalea